# Skeleton na Zimskih olimpijskih igrah 1948
Skeleton na Zimskih olimpijskih igrah 1948.

## Dobitniki medalj
| Tekma  | Zlato       | Srebro      | Bron          |
| Enosed | Nino Bibbia | John Heaton | John Crammond |